# أوريا (إيطاليا)
أوريا هي بلدة تقع في مقاطعة ساليرنو في منطقة كامبانيا تقع في جنوب غرب إيطاليا. اعتبارًا من عام 2011 كان عدد سكانها 1161.

## تاريخ
أصول المدينة مُنذ حوالي القرن السادس غير مؤكدة، ولكن وربما تتعلق بتدمير مدينة فيليا اليونانية القديمة. أصبحت أوريا بلدية مستقلة رَسميًا في عام 1806، بما في ذلك أيضًا مدينة بيريتو.

## جُغرافيًا
تقع أوريا في وسط منطقة تُسمى سيلنتو، وتعد جزءًا من منتزهها الوطني، وهي مدينة عبارة عن تل تحد بلديتها جيوي [الإنجليزية] وماجليانو فيتري ومونتيفورتي سيلينتو [الإنجليزية] وبيريتو [الإنجليزية] وسالينتو [الإنجليزية] وستيو قربها منطقة صغيرة وهي (فراتسيوني) وتتضمن قُرى أخرى.

## المناخ والطقس
أقرب محطة طقس في المنطقة هي محطة طقس كاسال فيلينو [الإيطالية]. على أساس المتوسط المرجعي لمدة 30 عامًا (من 1961-1990)، فإن متوسط درجة الحرارة في أبرد شهر، يناير، هيّ +8.7 درجة مئوية؛ أن أكثر الشهور سخونة، آب/أغسطس، هو +25.7 درجة مئوية.